# Maurits Hendriks
Maurits Gijsbreght Hendriks (Amsterdam, 1 januari 1961) is een internationaal geschoold hockeycoach uit Nederland, die eerst doelman was bij MHC Almelo, daarna bij DKS ("De Kromme Stok") uit Enschede en later bondscoach werd van Nederland en Spanje. 

## Levensloop
Al als hockeyspeler bekwaamde Hendriks zich in het vak van trainer-coach. Als twintiger ging hij op eigen kosten naar het buitenland, met als doel het vergaren van zo veel mogelijk hockeykennis. Zo was Hendriks in 1989 getuige van het toernooi om de Intercontinental Cup, waar de Nederlandse ploeg onder leiding van coach Hans Jorritsma deelname afdwong aan het WK hockey, ruim een half jaar later in Lahore (Pakistan).
Praktijkervaring deed Hendriks op bij hoofdklasser Amsterdam als assistent van hoofdcoach Joep Brenninkmeijer. In 1995 kreeg hij de kans om op eigen benen te staan bij HGC. Met de club uit Wassenaar won Hendriks meteen de landstitel (1996) in de hoofdklasse. In datzelfde seizoen voegde bondscoach Roelant Oltmans hem toe als assistent van de Nederlandse selectie.
Dat was het begin van een succesvolle samenwerking: ruim een half jaar later won Nederland de olympische titel bij de Spelen van Atlanta (1996), gevolgd door winst van de Champions Trophy (1996 en 1998) én de wereldtitel (1998). 

### Bondscoach Nederlandse hockeyselectie
Na Oltmans' afscheid als Nederlandse hockeybondscoach in december 1998 volgde Hendriks zijn leermeester op.
Aan zijn gezag werd echter getornd door enkele ervaren spelers, onder wie doelman Ronald Jansen en middenvelder Jacques Brinkman, omdat zij van mening waren dat Hendriks er een te perfectionistische houding op nahield. Ondanks interne strubbelingen prolongeerde de ploeg in Sydney (2000) de olympische titel, waarna Hendriks op last van het toenmalige bestuur van de hockeybond alsnog de prijs moest betalen voor zijn vermeende gebrek aan leiderschapskwaliteiten: zijn contract werd niet verlengd.

### Spanje
Na niet lang daarna een aantal gasttrainingen in Pakistan te hebben verzorgd, trad Hendriks in maart 2001 in dienst van de Spaanse hockeybond. Hij begon achter de schermen, als technisch directeur en coach van Jong Spanje en nam na het WK hockey (2002) de leiding over bij de enigszins aan lager wal geraakte Spaanse A-selectie. Daarmee won Hendriks achtereenvolgens de Champions Challenge 2003, de Champions Trophy 2004 en het Europees kampioenschap 2005.

### NOC*NSF
In december 2008 werd Hendriks bij sportkoepel NOC*NSF de opvolger van Charles van Commenée als technisch directeur en chef de mission voor de Olympische Zomerspelen 2012 in Londen, de Olympische Winterspelen 2014 in Sotsji en de Olympische Zomerspelen 2016 in Rio de Janeiro.
Tijdens de Spelen in Rio de Janeiro stuurde Hendriks de turner Yuri van Gelder naar huis, nadat deze tegen de afspraken in, was gaan stappen en pas tegen de ochtend terugkeerde in het Olympisch dorp en vervolgens een ochtendtraining miste. Van Gelder had zich eerder geplaatst voor de finale in de ringen. Hendriks kreeg tijdens diezelfde Spelen veel kritiek op zijn besluit om Nederlandse sporters die geen medaille hadden gewonnen eerder naar huis te sturen. Zij zouden sporters die nog in actie moesten komen namelijk in de weg kunnen lopen. Volgens sommigen handelde Hendriks in strijd met de olympische gedachte. Hendriks erkende later dat hij het effect van de losersvlucht had onderschat.
Op 1 april 2022 werd Hendriks als technisch directeur opgevolgd door André Cats.

### Ajax
In september 2022 stelde de voetbalclub Ajax Maurits Hendriks aan als Chief Sports Officer (CSO). De aanstelling was voor een periode van twee jaar, met een optie van nog twee jaar. Vanaf 19 september 2022 begon Hendriks al als titulair directielid. De statutaire benoeming volgde tijdens de Algemene Vergadering van Aandeelhouders (AVA) op 11 november 2022.
Hendriks deelde in januari 2024 mee per 1 maart 2024 te vertrekken bij Ajax.
- International Standard Name Identifier: 0000 0004 5929 455X
- Virtual International Authority File: 498148037691388350002
- WorldCat: E39PBJcBWwHFKQGjw6cbxQJRrq